# Championnat de Malaisie de football 2004
Navigation
Saison 2003 Saison 2005
La saison 2004 du Championnat de Malaisie de football est la vingt-troisième édition de la première division à Malaisie. Cette saison est la toute première édition de la Super League, la nouvelle mouture du championnat organisé par la fédération. Les huit meilleurs clubs du pays sont regroupés au sein d'une poule unique où ils s'affrontent trois fois. À la fin de la compétition, les deux derniers du classement sont relégués et remplacés par les deux meilleurs clubs de Premier League, la deuxième division malaise.
C'est le club de Pahang FA qui remporte le championnat cette saison, après avoir terminé en tête du classement final, avec neuf points d'avance sur Public Bank FC, club promu de D2 et onze sur le duo Perlis FA-Perak FA. C'est le cinquième titre de champion de Malaisie de l'histoire du club.
À l'issue de la saison, le champion et le vainqueur de la Coupe de Malaisie (ou le finaliste en cas de doublé) se qualifient pour la Coupe de l'AFC.

## Les clubs participants
| - Pahang FA - Public Bank FC - Perlis FA - Perak FA | - Sarawak FA - Kedah FA - Penang FA - Sabah FA |

## Compétition
Le barème de points servant à établir le classement se décompose ainsi :
- Victoire : 3 points
- Match nul : 1 point
- Défaite : 0 point

### Classement
| Rang | Équipe          | Pts | J  | G  | N | P  | Bp | Bc | Diff |
| ---- | --------------- | --- | -- | -- | - | -- | -- | -- | ---- |
| 1    | Pahang FA       | 47  | 21 | 14 | 5 | 2  | 48 | 29 | +19  |
| 2    | Public Bank FCP | 38  | 21 | 11 | 5 | 5  | 38 | 29 | +9   |
| 3    | Perlis FA       | 36  | 21 | 10 | 6 | 5  | 41 | 30 | +11  |
| 4    | Perak FA'T'C    | 36  | 21 | 10 | 6 | 5  | 35 | 27 | +8   |
| 5    | Penang FA       | 27  | 21 | 8  | 3 | 10 | 29 | 38 | -9   |
| 6    | Sabah FA        | 17  | 21 | 4  | 5 | 12 | 22 | 35 | -13  |
| 7    | Sarawak FA      | 16  | 21 | 3  | 7 | 11 | 28 | 38 | -10  |
| 8    | Kedah FA        | 15  | 21 | 4  | 3 | 14 | 30 | 45 | -15  |

|  | Qualification pour la Coupe de l'AFC 2005                                                                 |
|  | Relégation en deuxième division                                                                           |
|  | T : Tenant du titre C : Vainqueur de la Coupe de la Fédération de Malaisie P : Club promu en Super League |

## Bilan de la saison
| Championnat de Malaisie de football 2004 |                      |
| Champion                                 | Pahang FA (5e titre) |
| Coupes et trophées                       |                      |
| Vainqueur de la Coupe de Malaisie 2004   | Perak FA             |
| Qualifications continentales             |                      |
| Coupe de l'AFC 2005                      | Pahang FA            |
| Coupe de l'AFC 2005                      | Perak FA             |
| Promotions et relégations                |                      |
| Promus en Super League                   | Melaka Telekom       |
| Promus en Super League                   | Selangor MPPJ        |
| Relégués en Premier League               | Sarawak FA           |
| Relégués en Premier League               | Kedah FA             |